# Анна Комніна
А́нна Комніна́ (грец. Άννα Κομνηνή; 1 грудня 1083–1153) — візантійська принцеса, історикиня та письменниця. Старша дочка імператора Візантії Олексія I Комніна й Ірини Дукени. Представниця так званого "комнінського Ренесансу", авторка визначної історичної хроніки "Олексіада".

## Життєпис
У дитинстві була заручена з Костянтином Дукою, сином і співправителем імператора Михайла VII Дуки і Марії Багратіоні, своїм далеким родичем. Передбачалося, що після смерті Олексія Костянтин успадкує престол Візантії, проте після того, як у імператора народився син Іоанн, необхідність у цьому політичному альянсі відпала, Костянтин був позбавлений всіх привілеїв, а 14-річна Анна стала дружиною кесаря Никифора Брієннія. Попри те, що шлюб був вимушений, склався він щасливо.
Комніна займалася літературою, захоплювалася теологією, астрологією та медициною. Освіту здобула у Константинопольській вищій школі. Чудово освічена, вона мала гострий розум і сильний характер.
Після смерті батька у 1118 брала участь в змові з метою усунення від влади свого брата Іоанна та щоб посадити на престол чоловіка. За це була вислана в монастир, де й перебувала до самої смерті. Тут на схилі літ вона закінчила історичну працю, присвячену життю та правлінню свого батька.
У 1137 після смерті чоловіка продовжила історичну працю Никифора Врієннія «Історичні записки».
«Олексіада» Анни Комніної — історична оповідь про епоху правління Олексія Комніна. «Олексіада» є одним з найвідоміших джерел з історії Візантії часів Хрестових походів і описує події 1069—1118. Є важливим і детальним джерелом вивчення не лише ромеїв, а й франків-хрестоносців. Твір був написаний у середині ХІІ ст., за мовою стилю наслідує "Іліаду" Гомера.

## Шлюби і діти
У шлюбі з кесарем Нікіфором Врієннієм народила кількох дітей, зокрема:
1. Олексій (біля 1102 — між 1161 і 1167)
2. Іоанн Дука (біля 1103 — не раніше 1173)
3. Ірина II Дукена (біля 1105 — ?)
4. Марія Врієнна Комніна (1107 — ?)